# بویرن (تریر-زاربورگ)
بویرن (به آلمانی: Beuren) یک شهر در آلمان است که در تریر-زاربورگ واقع شده‌است. بویرن ۹۴۴ نفر جمعیت دارد.